# Relevo 4 × 100 metros
La prueba de 4 × 100 metros relevos (léase 4 por 100 metros relevos) es uno de los eventos de atletismo en los Juegos Olímpicos.
La prueba consiste en una carrera en la que se relevan cuatro corredores, en los que cada uno de ellos completa una distancia de 100 metros. El primero de ellos comienza la carrera desde la línea de salida de la prueba de 400 metros lisos, y el resto de corredores se sitúa en un margen de 20 metros en cada subdivisión de 100 metros de la pista. El testigo debe ser intercambiado dentro de los límites de ese margen. Para efectuar el cambio lo más rápidamente posible, el atleta que espera el testigo lo hace desde el comienzo de dicho margen, y comienza a correr cuando el portador del testigo se aproxima. El cambio se efectúa con ambos corredores ya en carrera, a mano cambiada y de manera ciega para el receptor.
Al ser la distancia oficial más corta de las carreras de relevos, no solo es importante la velocidad de los corredores, sino una técnica depurada en el cambio de testigo. El cambio debe retrasar lo más mínimo la progresión de la carrera, y un error durante el mismo puede ocasionar la pérdida de la carrera, ya sea por descalificación, o por pérdida de tiempo, si por ejemplo el testigo cae al suelo.
El récord del mundo en esta disciplina lo ostenta Jamaica con un tiempo de 36.84 logrado el 11 de agosto de 2012 por Usain Bolt, Nesta Carter, Michael Frater y Yohan Blake, durante los Juegos Olímpicos de Londres 2012.

## Récords
- De acuerdo a la Federación Internacional de Atletismo – IAAF.

### Masculino
| Récord   | Marca     | País    | Atletas                                               | Fecha                | Lugar   |
| Mundial  | 36.84 seg | Jamaica | Usain Bolt, Yohan Blake, Michael Frater, Nesta Carter | 11 de agosto de 2012 | Londres |
| Olímpico | 36.84 seg | Jamaica | Usain Bolt, Yohan Blake, Michael Frater, Nesta Carter | 11 de agosto de 2012 | Londres |

### Femenino
| Récord   | Marca     | País           | Atletas                                                          | Fecha                | Lugar   |
| Mundial  | 40.82 seg | Estados Unidos | Carmelita Jeter, Bianca Knight, Allyson Felix, Tianna Bartoletta | 10 de agosto de 2012 | Londres |
| Olímpico | 40.82 seg | Estados Unidos | Carmelita Jeter, Bianca Knight, Allyson Felix, Tianna Bartoletta | 10 de agosto de 2012 | Londres |

## Evolución récord mundial
- Evolución del récord mundial a partir de 1975, cuando la IAAF comienza a utilizar el cronometraje electrónico.

### Masculino
| Tiempo  | Nacionalidad   | Integrantes                                                             | Lugar       | Fecha                    |
| ------- | -------------- | ----------------------------------------------------------------------- | ----------- | ------------------------ |
| 38 s 19 | Estados Unidos | Larry Black, Robert Taylor, Gerald Tinker, Eddie Hart                   | Múnich      | 10 de septiembre de 1972 |
| 38 s 03 | Estados Unidos | Bill Collins, Steve Riddick, Cliff Wiley, Steve Williams                | Düsseldorf  | 3 de septiembre de 1977  |
| 37 s 86 | Estados Unidos | Emmit King, Willie Gault, Calvin Smith, Carl Lewis                      | Helsinki    | 10 de agosto de 1983     |
| 37 s 83 | Estados Unidos | Sam Graddy, Ron Brown, Calvin Smith, Carl Lewis                         | Los Ángeles | 11 de agosto de 1984     |
| 37 s 79 | Francia        | Max Morinière, Daniel Sangouma, Jean-Charles Trouabal, Bruno Marie-Rose | Split       | 1 de septiembre de 1990  |
| 37 s 79 | Estados Unidos | Michael Marsh, Leroy Burrell, Floyd Heard, Carl Lewis                   | Monaco      | 3 de agosto de 1991      |
| 37 s 67 | Estados Unidos | Michael Marsh, Leroy Burrell, Dennis Mitchell, Carl Lewis               | Zúrich      | 7 de agosto de 1991      |
| 37 s 50 | Estados Unidos | Andre Cason, Leroy Burrell, Dennis Mitchell, Carl Lewis                 | Tokio       | 1 de septiembre de 1991  |
| 37 s 40 | Estados Unidos | Michael Marsh, Leroy Burrell, Dennis Mitchell, Carl Lewis               | Barcelona   | 8 de agosto de 1992      |
| 37 s 40 | Estados Unidos | Jon Drummond, Andre Cason, Dennis Mitchell, Leroy Burrell               | Stuttgart   | 21 de agosto de 1993     |
| 37 s 10 | Jamaica        | Nesta Carter, Michael Frater, Usain Bolt, Asafa Powell                  | Pekín       | 22 de agosto de 2008     |
| 37 s 04 | Jamaica        | Nesta Carter, Michael Frater, Yohan Blake, Usain Bolt                   | Daegu       | 4 de septiembre de 2011  |
| 36 s 84 | Jamaica        | Nesta Carter, Michael Frater, Yohan Blake, Usain Bolt                   | Londres     | 11 de agosto de 2012     |

### Femenino
| Tiempo  | País              | Integrantes                                                      | Lugar           | Fecha                   |
| ------- | ----------------- | ---------------------------------------------------------------- | --------------- | ----------------------- |
| 42 s 51 | Alemania Oriental | Doris Maletzki, Christina Heinich, Bärbel Eckert, Renate Stecher | Roma            | 8 de septiembre de 1974 |
| 42 s 50 | Alemania Oriental | Marlies Göhr, Renate Stecher, Carla Bodendorf, Martina Blos      | Karl-Marx-Stadt | 29 de mayo de 1976      |
| 42 s 27 | Alemania Oriental | Johanna Klier, Monika Hamann, Carla Bodendorf, Marlies Göhr      | Potsdam         | 19 de agosto de 1978    |
| 42 s 10 | Alemania Oriental | Marita Koch, Romy Müller, Ingrid Auerswald, Marlies Göhr         | Karl-Marx-Stadt | 10 de junio de 1979     |
| 42 s 09 | Alemania Oriental | Christina Brehmer, Romy Müller, Ingrid Auerswald, Marlies Göhr   | Turín           | 4 de agosto de 1979     |
| 42 s 09 | Alemania Oriental | Romy Müller, Bärbel Wöckel, Ingrid Auerswald, Marlies Göhr       | Berlín Este     | 9 de julio de 1980      |
| 41 s 85 | Alemania Oriental | Romy Müller, Bärbel Wöckel, Ingrid Auerswald, Marlies Göhr       | Potsdam         | 13 de julio de 1980     |
| 41 s 60 | Alemania Oriental | Romy Müller, Bärbel Wöckel, Ingrid Auerswald, Marlies Göhr       | Moscú           | 1 de agosto de 1980     |
| 41 s 53 | Alemania Oriental | Silke Gladisch, Marita Koch, Ingrid Auerswald, Marlies Göhr      | Berlín Este     | 31 de julio de 1983     |
| 41 s 37 | Alemania Oriental | Silke Gladisch, Sabine Rieger, Ingrid Auerswald, Marlies Göhr    | Canberra        | 6 de octubre de 1985    |
| 40 s 82 | Estados Unidos    | Tianna Madison, Allyson Felix, Bianca Knight, Carmelita Jeter    | Londres         | 10 de agosto de 2012    |

## Top 10 de todos los tiempos, por país

### Hombres
- Actualizado a agosto de 2021.[5][6]

| Rango | Marca | Equipo                                                                              | Nación            | Fecha                   | Local          |
| ----- | ----- | ----------------------------------------------------------------------------------- | ----------------- | ----------------------- | -------------- |
| 1     | 36.84 | Nesta Carter, Michael Frater, Yohan Blake, Usain Bolt                               | Jamaica           | 11 de agosto de 2012    | Londres        |
| 2     | 37.10 | Christian Coleman, Justin Gatlin, Mike Rodgers, Noah Lyles                          | Estados Unidos    | 5 de octubre de 2019    | Doha           |
| 3     | 37.36 | Adam Gemili, Zharnel Hughes, Richard Kilty, Nethaneel Mitchell-Blake                | Reino Unido       | 5 de octubre de 2019    | Doha           |
| 4     | 37.43 | Shuhei Tada, Kirara Shiraishi, Yoshihide Kiryu, Abdul Hakim Sani Brown              | Japón             | 5 de octubre de 2019    | Doha           |
| 5     | 37.50 | Lorenzo Patta, Marcell Jacobs, Eseosa Desalu, Filippo Tortu                         | Italia            | 6 de agosto de 2021     | Tokio          |
| 6     | 37.62 | Darrel Brown, Marc Burns, Emmanuel Callander, Richard Thompson                      | Trinidad y Tobago | 22 de agosto de 2009    | Berlin         |
| 7     | 37.64 | Akeem Haynes, Aaron Brown, Brendon Rodney, Andre De Grasse                          | Canadá            | 19 de agosto de 2016    | Río de Janeiro |
| 8     | 37.65 | Thando Dlodlo, Simon Magakwe, Clarence Munyai, Akani Simbine                        | Sudáfrica         | 4 de octubre de 2019    | Doha           |
| 9     | 37.72 | Rodrigo do Nascimento, Vítor Hugo dos Santos, Derick Silva, Paulo André de Oliveira | Brasil            | 5 de octubre de 2019    | Doha           |
| 10    | 37.79 | Max Morinière, Daniel Sangouma, Jean-Charles Trouabal, Bruno Marie-Rose             | Francia           | 1 de septiembre de 1990 | Split          |
| 10    | 37.79 | Su Bingtian, Xu Zhouzheng, Wu Zhiqiang, Xie Zhenye                                  | China             | 4 de octubre de 2019    | Doha           |

### Mujeres
- Actualizado a agosto de 2021.[7][8]

| Rango | Marca | Equipo                                                                            | Nación            | Fecha                | Local                   |
| ----- | ----- | --------------------------------------------------------------------------------- | ----------------- | -------------------- | ----------------------- |
| 1     | 40.82 | Tianna Madison, Allyson Felix, Bianca Knight, Carmelita Jeter                     | Estados Unidos    | 10 de agosto de 2012 | Londres                 |
| 2     | 41.02 | Briana Williams, Elaine Thompson-Herah, Shelly-Ann Fraser-Pryce, Shericka Jackson | Jamaica           | 6 de agosto de 2021  | Tokio                   |
| 3     | 41.18 | Esperanca Cladera, Jael-Sakura Bestué, Paula Sevilla, Maribel Perez               | España            | 2025                 | Canton, Guanzhou, china |
| 4     | 41.49 | Olga Bogoslovskaya, Galina Malchugina, Natalya Voronova, Irina Privalova          | Rusia             | 22 de agosto de 1993 | Stuttgart               |
| 5     | 41.55 | Asha Philip, Imani Lansiquot, Dina Asher-Smith, Daryll Neita                      | Reino Unido       | 5 de agosto de 2021  | Tokio                   |
| 6     | 41.63 | Tatjana Pinto, Lisa Mayer, Gina Lückenkemper, Rebekka Haase                       | Alemania          | 29 de julio de 2016  | Mannheim                |
| 7     | 41.78 | Patricia Girard, Muriel Hurtis-Houairi, Sylviane Félix, Christine Arron           | Francia           | 30 de agosto de 2003 | París                   |
| 8     | 41.92 | Savatheda Fynes, Chandra Sturrup, Pauline Davis-Thompson, Debbie Ferguson         | Bahamas           | 29 de agosto de 1999 | Sevilla                 |
| 9     | 42.00 | Antonina Pobyubko, Natalya Voronova, Marina Zhirova, Elvira Barbashina            | Unión Soviética   | 17 de agosto de 1985 | Moscú                   |
| 10    | 42.03 | Kelly-Ann Baptiste, Michelle-Lee Ahye, Reyare Thomas, Semoy Hackett               | Trinidad y Tobago | 29 de agosto de 2015 | Beijing                 |

## Campeones olímpicos

### Masculino
Detalles ver Anexo:Medallistas olímpicos en atletismo (4x100 metros relevos masculinos).
| Edición             | Oro | Plata | Bronce                                                                                      |
| ------------------- | --- | --- | ------------------------------------------------------------------------------------------- |
| Estocolmo 1912      | Reino Unido (42,4) · David Jacobs · Henry McIntosh · Victor D'Arcy · William Applegarth                               | Suecia · Ivan Möller · Charles Luther · Ture Person · Knut Lindberg                                      | medalla no otorgada                                                                         |
| Amberes 1920        | Estados Unidos (42,2) · Charles Paddock · Jackson Scholz · Loren Murchison · Morris Kirksey                           | Francia · René Lorain · René Tirard · René Mourlon · Émile Ali-Khan                                      | Suecia · Agne Holmström · William Pettersson · Sven Malm · Nils Sandström                   |
| París 1924          | Estados Unidos (41.0) · Loren Murchison · Louis Clarke · Frank Hussey · Alfred LeConey                                | Reino Unido · Harold Abrahams · Walter Rangeley · William Nichol · Lancelot Royle                        | Países Bajos · Jan de Vries · Jaap Boot · Harry Broos · Rinus van den Berge                 |
| Ámsterdam 1928      | Estados Unidos (41.0) · Frank Wykoff · James Quinn · Charles Borah · Henry Russell                                    | Alemania · Georg Lammers · Richard Corts · Hubert Houben · Helmut Körnig                                 | Reino Unido · Cyril Gill · Edward Smouha · Walter Rangeley · Jack London                    |
| Los Ángeles 1932    | Estados Unidos (40,0) · Robert Kiesel · Emmett Toppino · Hector Dyer · Frank Wykoff                                   | Alemania · Helmut Körnig · Friedrich Hendrix · Erich Borchmeyer · Arthur Jonath                          | Italia · Giuseppe Castelli · Ruggero Maregatti · Gabriele Salviati · Edgardo Toetti         |
| Berlín 1936         | Estados Unidos (39,8) · Jesse Owens · Ralph Metcalfe · Foy Draper · Frank Wykoff                                      | Italia · Orazio Mariani · Gianni Caldana · Elio Ragni · Tullio Gonnelli                                  | Alemania · Wilhelm Leichum · Erich Borchmeyer · Erwin Gillmeister · Gerd Hornberger         |
| Londres 1948        | Estados Unidos (40,6) · Barney Ewell · Lorenzo Wright · Harrison Dillard · Mel Patton                                 | Reino Unido · John Archer · Jack Gregory · Alastair McCorquodale · Ken Jones                             | Italia · Michele Tito · Enrico Perucconi · Antonio Siddi · Carlo Monti                      |
| Helsinki 1952       | Estados Unidos (40,1) · Dean Smith · Harrison Dillard · Lindy Remigino · Andy Stanfield                               | Unión Soviética · Boris Tokarev · Levan Kalyayev · Levan Sanadze · Vladimir Sukharev                     | Hungría · László Zarándi · Géza Varasdi · György Csányi · Bela Goldoványi                   |
| Melbourne 1956      | Estados Unidos (39,5) · Ira Murchison · Leamon King · Thane Baker · Bobby Joe Morrow                                  | Unión Soviética · Leonid Bartenev · Boris Tokarev · Yuriy Konovalov · Vladimir Sukharev                  | Equipo Alemán Unificado · Lothar Knörzer · Leonhard Pohl · Heinz Fütterer · Manfred Germar  |
| Roma 1960           | Equipo Alemán Unificado (39,5) · Bernd Cullmann · Armin Hary · Walter Mahlendorf · Martin Lauer                       | Unión Soviética · Gusman Kosanov · Leonid Bartenev · Yuriy Konovalov · Edvin Ozolin                      | Reino Unido · Peter Radford · David Jones · David Segal · Nick Whitehead                    |
| Tokio 1964          | Estados Unidos (39,0) · Paul Drayton · Gerry Ashworth · Richard Stebbins · Bob Hayes                                  | Polonia · Andrzej Zieliński · Wiesław Maniak · Marian Foik · Marian Dudziak                              | Francia · Paul Genevay · Bernard Laidebeur · Claude Piquemal · Jocelyn Delecour             |
| México 1968         | Estados Unidos (38,24) · Charles Greene · Mel Pender · Ronnie Ray Smith · Jim Hines                                   | Cuba · Hermes Ramírez · Juan Morales · Pablo Montes · Enrique Figuerola                                  | Francia · Gérard Fenouil · Jocelyn Delecour · Claude Piquemal · Roger Bambuck               |
| Múnich 1972         | Estados Unidos (38,19) · Larry Black · Robert Taylor · Gerald Tinker · Eddie Hart                                     | Unión Soviética · Aleksandr Kornelyuk · Vladimir Lovetsky · Juris Silovs · Valeri Borzov                 | Alemania Occidental · Jobst Hirscht · Karlheinz Klotz · Gerhard Wucherer · Klaus Ehl        |
| Montreal 1976       | Estados Unidos (38,33) · Harvey Glance · John Wesley Jones · Millard Hampton · Steve Riddick                          | Alemania Oriental · Manfred Kokot · Jörg Pfeifer · Klaus-Dieter Kurrat · Alexander Thieme                | Unión Soviética · Aleksandr Aksinin · Nikolay Kolesnikov · Juris Silovs · Valeri Borzov     |
| Moscú 1980          | Unión Soviética (38,26) · Vladimir Muravyov · Nikolay Sidorov · Aleksandr Aksinin · Andrey Prokofyev                  | Polonia · Krzysztof Zwoliński · Zenon Licznerski · Leszek Dunecki · Marian Woronin                       | Francia · Antoine Richard · Pascal Barré · Patrick Barré · Hermann Panzo                    |
| Los Ángeles 1984    | Estados Unidos (37,83) · Sam Graddy · Ron Brown · Calvin Smith · Carl Lewis                                           | Jamaica · Albert Lawrence · Greg Meghoo · Don Quarrie · Raymond Stewart                                  | Canadá · Ben Johnson · Tony Sharpe · Desai Williams · Sterling Hinds                        |
| Seúl 1988           | Unión Soviética (38,19) · Viktor Bryzgin · Vladimir Krylov · Vladimir Muravyov · Vitaliy Savin                        | Reino Unido · Elliot Bunney · John Regis · Michael McFarlane · Linford Christie                          | Francia · Bruno Marie-Rose · Daniel Sangouma · Gilles Quénéhervé · Max Morinière            |
| Barcelona 1992      | Estados Unidos (37,40) · Mike Marsh · Leroy Burrell · Dennis Mitchell · Carl Lewis                                    | Nigeria · Oluyemi Kayode · Chidi Imoh · Olapade Adeniken · Davidson Ezinwa · Osmond Ezinwa *             | Cuba · Andrés Simón · Joel Lamela · Joel Isasi · Jorge Luis Aguilera                        |
| Atlanta 1996        | Canadá (37,69) · Robert Esmie · Glenroy Gilbert · Bruny Surin · Donovan Bailey · Carlton Chambers *                   | Estados Unidos · Jon Drummond · Tim Harden · Mike Marsh · Dennis Mitchell · Tim Montgomery *             | Brasil · Arnaldo da Silva · Robson da Silva · Edson Ribeiro · André da Silva                |
| Sídney 2000         | Estados Unidos (37,61) · Jon Drummond · Bernard Williams · Brian Lewis · Maurice Greene · Tim Montgomery *            | Brasil · Vicente de Lima · Edson Ribeiro · André da Silva · Claudinei da Silva · Cláudio Roberto Souza * | Cuba · José Ángel César · Luis Alberto Pérez · Iván García · Freddy Mayola                  |
| Atenas 2004         | Reino Unido (38,07) · Jason Gardener · Darren Campbell · Marlon Devonish · Mark Lewis-Francis                         | Estados Unidos · Shawn Crawford · Justin Gatlin · Coby Miller · Maurice Greene · Darvis Patton *         | Nigeria · Olusoji Fasuba · Uchenna Emedolu · Aaron Egbele · Deji Aliu                       |
| Pekín 2008          | Trinidad y Tobago (37,10) · Keston Bledman · Marc Burns · Emmanuel Callender · Richard Thompson · Aaron Armstrong *   | Japón · Naoki Tsukahara · Shingo Suetsugu · Shinji Takahira · Nobuharu Asahara                           | Brasil · Vicente de Lima · Sandro Viana · Bruno de Barros · José Carlos Moreira             |
| Londres 2012        | Jamaica (36,84 ) · Nesta Carter · Michael Frater · Yohan Blake · Usain Bolt · Kemar Bailey-Cole *                     | Trinidad y Tobago · Keston Bledman · Marc Burns · Emmanuel Callender · Richard Thompson                  | Francia · Ronald Pognon · Pierre-Alexis Pessonneaux · Christophe Lemaitre · Jimmy Vicaut    |
| Río de Janeiro 2016 | Jamaica (37,27) · Asafa Powell · Yohan Blake · Nickel Ashmeade · Usain Bolt · Jevaughn Minzie * · Kemar Bailey-Cole * | Japón · Ryota Yamagata · Shōta Iizuka · Yoshihide Kiryū · Asuka Cambridge                                | Canadá · Akeem Haynes · Aaron Brown · Brendon Rodney · Andre De Grasse · Mobolade Ajomale * |
| Tokio 2020          | Italia (37,50) · Lorenzo Patta · Marcell Jacobs · Fausto Desalu · Filippo Tortu                                       | Canadá · Aaron Brown · Jerome Blake · Brendon Rodney · Andre De Grasse                                   | República Popular China · Tang Xingqiang · Xie Zhenye · Su Bingtian · Wu Zhiqiang           |
| París 2024          | Canadá (37,50) · Aaron Brown · Jerome Blake · Brendon Rodney · Andre De Grasse                                        | Sudáfrica · Bayanda Walaza · Shaun Maswanganyi · Bradley Nkoana · Akani Simbine                          | Reino Unido · Jeremiah Azu · Louie Hinchliffe · Nethaneel Mitchell-Blake · Zharnel Hughes   |

* Participaron solo en las eliminatorias, pero de igual manera reciben medallas.

### Femenino
| Edición             | Oro | Plata | Bronce                                                                                                |
| ------------------- | --- | --- | --- |
| Ámsterdam 1928      | Canadá (48.4) · Ethel Smith · Fanny Rosenfeld · Myrtle Cook · Jane Bell                                                             | Estados Unidos · Mary Washburn · Jessie Cross · Loretta McNeil · Betty Robinson                                                                   | Alemania · Rosa Kellner · Leni Schmidt · Anni Holdmann · Leni Junker                                  |
| Los Ángeles 1932    | Estados Unidos (46.9) · Mary Carew · Evelyn Furtsch · Annette Rogers · Wilhelmina von Bremen                                        | Canadá · Mildred Fizzell · Lillian Palmer · Mary Frizzel · Hilda Strike                                                                           | Reino Unido · Eileen Hiscock · Gwendoline Porter · Violet Webb · Nellie Halstead                      |
| Berlín 1936         | Estados Unidos (46.5) · Harriet Bland · Annette Rogers · Betty Robinson · Helen Stephens                                            | Reino Unido · Eileen Hiscock · Violet Olney · Audrey Brown · Barbara Burke                                                                        | Canadá · Dorothy Brookshaw · Mildred Dolson · Hilda Cameron · Aileen Meagher                          |
| Londres 1948        | Países Bajos (47.5) · Xenia Stad-de Jong · Netty Witziers-Timmer · Gerda van der Kade-Koudijs · Fanny Blankers-Koen                 | Australia · Shirley Strickland · June Maston · Betty McKinnon · Joyce King                                                                        | Canadá · Viola Myers · Nancy Mackay · Diane Foster · Patricia Jones                                   |
| Helsinki 1952       | Estados Unidos (45.9) · Mae Faggs · Barbara Jones · Janet Moreau · Catherine Hardy                                                  | Alemania Occidental · Ursula Knab · Maria Sander · Helga Klein · Marga Petersen                                                                   | Reino Unido · Sylvia Cheeseman · June Foulds · Jean Desforges · Heather Armitage                      |
| Melbourne 1956      | Australia (44.5) · Shirley Strickland · Norma Croker · Fleur Mellor · Betty Cuthbert                                                | Reino Unido · Anne Pashley · Jean Scrivens · June Foulds · Heather Armitage                                                                       | Estados Unidos · Mae Faggs · Margaret Matthews · Wilma Rudolph · Isabelle Daniels                     |
| Roma 1960           | Estados Unidos (44.5) · Martha Hudson · Lucinda Williams · Barbara Jones · Wilma Rudolph                                            | Equipo Alemán Unificado · Martha Langbein · Anni Biechl · Brunhilde Hendrix · Jutta Heine                                                         | Polonia · Teresa Cieply · Barbara Sobotta · Celina Jesionowska · Halina Górecka                       |
| Tokio 1964          | Polonia (43.6) · Teresa Cieply · Irena Szewinska · Halina Górecka · Ewa Klobukowska                                                 | Estados Unidos · Willye White · Wyomia Tyus · Marilyn White · Edith McGuire                                                                       | Reino Unido · Janet Simpson · Mary Rand · Daphne Arden · Dorothy Hyman                                |
| México 1968         | Estados Unidos (42.88) · Barbara Ferrell · Margaret Bailes · Mildrette Netter · Wyomia Tyus                                         | Cuba · Marlene Elejarde · Fulgencia Romay · Violetta Quesada · Miguelina Cobián                                                                   | Unión Soviética · Lyudmila Maslakova · Galina Bukharina · Vera Popkova · Lyudmila Samotyosova         |
| Múnich 1972         | Alemania Occidental (42.81) · Christiane Krause · Ingrid Becker · Annegret Richter · Heide Rosendahl                                | Alemania Oriental · Evelyn Kaufer · Christina Heinich · Bärbel Struppert · Renate Stecher                                                         | Cuba · Marlene Elejarde · Carmen Valdés · Fulgencia Romay · Silvia Chivás                             |
| Montreal 1976       | Alemania Oriental (42.55) · Marlies Göhr · Renate Stecher · Carla Bodendorf · Bärbel Eckert                                         | Alemania Occidental · Elvira Possekel · Inge Helten · Annegret Richter · Annegret Kroniger                                                        | Unión Soviética · Tatyana Prorochenko · Lyudmila Maslakova · Nadezhda Besfamilnaya · Vera Anisimova   |
| Moscú 1980          | Alemania Oriental (41.60) · Romy Müller · Bärbel Eckert · Ingrid Auerswald · Marlies Göhr                                           | Unión Soviética · Vera Komisova · Lyudmila Maslakova · Vera Anisimova · Natalja Botschina                                                         | Reino Unido · Heather Hunte · Kathy Smallwood-Cood · Beverley Goddard · Sonia Lannaman                |
| Ángeles 1984        | Estados Unidos (41.65) · Alice Brown · Jeanette Bolden · Chandra Cheeseborough · Evelyn Ashford                                     | Canadá · Angela Bailey · Marita Payne · Angella Taylor-Issajenko · France Gareau                                                                  | Reino Unido · Simmone Jacobs · Kathy Smallwood-Cood · Beverley Goddard · Heather Hunte                |
| Seúl 1988           | Estados Unidos (41.98) · Alice Brown · Sheila Echols · Florence Griffith-Joyner · Evelyn Ashford                                    | Alemania Oriental · Silke Möller · Kerstin Behrendt · Ingrid Auerswald · Marlies Göhr                                                             | Unión Soviética · Liudmila Kondrátieva · Galina Malchugina · Marina Zhirova · Natalya Voronova        |
| Barcelona 1992      | Estados Unidos (42.11) · Evelyn Ashford · Esther Jones · Carlette Guidry-White · Gwen Torrence                                      | Equipo Unificado · Olga Bogoslovskaya · Galina Malchugina · Marina Trandenkova · Irina Privalova                                                  | Nigeria · Beatrice Utondu · Faith Idehen · Christy Opara-Thompson · Mary Onyali                       |
| Atlanta 1996        | Estados Unidos (41.95) · Gail Devers · Inger Miller · Chryste Gaines · Gwen Torrence                                                | Bahamas · Eldece Clarke · Chandra Sturrup · Savatheda Fynes · Pauline Davis-Thompson                                                              | Jamaica · Michelle Freeman · Juliet Cuthbert · Nikole Mitchell · Merlene Ottey                        |
| Sídney 2000         | Bahamas (41.95) · Savatheda Fynes · Chandra Sturrup · Pauline Davis-Thompson · Debbie Ferguson                                      | Jamaica · Tayna Lawrence · Veronica Campbell · Beverly McDonald · Merlene Ottey                                                                   | Estados Unidos · Chryste Gaines · Torri Edwards · Nanceen Perry · (Marion Jones)                      |
| Atenas 2004         | Jamaica (41.73) · Tayna Lawrence · Sherone Simpson · Aleen Bailey · Veronica Campbell                                               | Rusia · Olga Fyodorova · Yuliya Tabakova · Irina Khabarova · Larisa Kruglova                                                                      | Francia · Véronique Mang · Muriel Hurtis · Sylviane Félix · Christine Arron                           |
| Pekín 2008          | Rusia (42.31) · Yevguenia Poliakova · Aleksandra Fedoriva · Yuliya Gushchina · Yuliya Chermoshanskaya                               | Bélgica · Olivia Borlée · Hanna Mariën · Élodie Ouédraogo · Kim Gevaert                                                                           | Nigeria · Halimat Ismaila · Oludamola Osayomi · Agnes Osazuwa · Gloria Kemasuode · Ene Franca Idoko * |
| Londres 2012        | Estados Unidos (40.82 ) · Tianna Bartoletta · Allyson Felix · Bianca Knight · Carmelita Jeter · Jeneba Tarmoh * · Lauryn Williams * | Jamaica · Shelly-Ann Fraser-Pryce · Sherone Simpson · Veronica Campbell-Brown · Kerron Stewart · Samantha Henry-Robinson * · Schillonie Calvert * | Ucrania · Olesya Povh · Hrystyna Stuy · Mariya Ryemyen · Yelizaveta Bryzhina                          |
| Río de Janeiro 2016 | Estados Unidos (41,01) · Tianna Bartoletta · Allyson Felix · English Gardner · Tori Bowie · Morolake Akinosun *                     | Jamaica · Christania Williams · Elaine Thompson · Veronica Campbell-Brown · Shelly-Ann Fraser-Pryce · Simone Facey * · Sashalee Forbes *          | Reino Unido · Asha Philip · Desiree Henry · Dina Asher-Smith · Daryll Neita · Kelly Massey *          |
| Tokio 2020          | Jamaica (41,02) · Briana Williams · Elaine Thompson-Herah · Shelly-Ann Fraser-Pryce · Shericka Jackson · Natasha Morrison *         | Estados Unidos · Javianne Oliver · Teahna Daniels · Jenna Prandini · Gabrielle Thomas · English Gardner *                                         | Reino Unido · Asha Philip · Imani-Lara Lansiquot · Dina Asher-Smith · Daryll Neita                    |
| París 2024          | Estados Unidos (41,78) · Melissa Jefferson · Twanisha Terry · Gabrielle Thomas · Sha'Carri Richardson                               | Reino Unido · Dina Asher-Smith · Imani-Lara Lansiquot · Amy Hunt · Daryll Neita                                                                   | Alemania · Alexandra Burghardt · Lisa Mayer · Gina Lückenkemper · Rebekka Haase                       |

* Participaron solo en las eliminatorias, pero de igual manera reciben medallas.

## Campeones mundiales
- Ganadores en el Campeonato Mundial de Atletismo.

### Masculino
| Edición         | Oro                                                                                                  | Plata                                                                                         | Bronce                                                                                        |
| --------------- | --- | --------------------------------------------------------------------------------------------- | --------------------------------------------------------------------------------------------- |
| Helsinki 1983   | Estados Unidos 37.86Emmit King Willie Gault Calvin Smith Carl Lewis                                  | ItaliaStefano Tilli · Carlo Simionato · Pierfrancesco Pavoni · Pietro Mennea                  | Unión SoviéticaAndrey Prokofyev Nikolay Sidorov Vladímir Muraviov Viktor Bryzgin              |
| Roma 1987       | Estados Unidos 37.90Lee McRae Lee McNeill Harvey Glance Carl Lewis                                   | Unión SoviéticaAleksandr Yevgenyev Viktor Bryzgin Vladímir Muraviov Vladimir Krylov           | JamaicaJohn Mair Andrew Smith Clive Wright Ray Stewart                                        |
| Tokio 1991      | Estados Unidos 37.50Andre Cason Leroy Burrell Dennis Mitchell Carl Lewis                             | FranciaMax Morinière Daniel Sangouma Jean-Charles Trouabal Bruno Marie-Rose                   | Reino UnidoTony Jarrett John Regis Darren Braithwaite Linford Christie                        |
| Stuttgart 1993  | Estados Unidos 37.48Jon Drummond Andre Cason Dennis Mitchell Leroy Burrell                           | Reino UnidoColin Jackson Tony Jarrett John Regis Linford Christie                             | CanadáRobert Esmie · Glenroy Gilbert · Bruny Surin · Atlee Mahorn                             |
| Gotemburgo 1995 | Canadá 38.31Donovan Bailey · Robert Esmie · Glenroy Gilbert · Bruny Surin                            | AustraliaPaul Henderson Tim Jackson Steve Brimacombe Damien Marsh                             | ItaliaGiovanni Puggioni · Ezio Madonia · Angelo Cipolloni · Sandro Floris                     |
| Atenas 1997     | Canadá 37.86Robert Esmie · Glenroy Gilbert · Bruny Surin · Donovan Bailey · Carlton Chambers *       | NigeriaOsmond Ezinwa Olapade Adeniken Francis Obikwelu Davidson Ezinwa                        | Reino UnidoDarren Braithwaite Darren Campbell Douglas Walker Julian Golding Marlon Devonish * |
| Sevilla 1999    | Estados Unidos 37.59Jon Drummond Tim Montgomery Brian Lewis Maurice Greene                           | Reino UnidoJason Gardener Darren Campbell Marlon Devonish Dwain Chambers Allyn Condon *       | BrasilRaphael de Oliveira · Claudinei da Silva · Édson Ribeiro · André da Silva               |
| Edmonton 2001   | Sudáfrica 38.471Morne Nagel Corné du Plessis Lee-Roy Newton Mathew Quinn                             | Trinidad y TobagoMarc Burns Ato Boldon Jaycey Harper Darrel Brown                             | AustraliaMatt Shirvington Paul Di Bella Steve Brimacombe Adam Basil                           |
| París 2003      | Estados Unidos 38.06John Capel Bernard Williams Darvis Patton Joshua J. Johnson                      | BrasilVicente de Lima · Édson Ribeiro · André da Silva · Cláudio Roberto Souza                | Países BajosTimothy Beck · Troy Douglas · Patrick van Balkom · Caimin Douglas                 |
| Helsinki 2005   | Francia 38.08Ladji Doucouré Ronald Pognon Eddy De Lépine Lueyi Dovy Oudéré Kankarafou *              | Trinidad y TobagoKevon Pierre Marc Burns Jacey Harper Darrel Brown                            | Reino UnidoJason Gardener Marlon Devonish Christian Malcolm Mark Lewis-Francis                |
| Osaka 2007      | Estados Unidos 37.78Darvis Patton Wallace Spearmon Tyson Gay Leroy Dixon Rodney Martin *             | JamaicaMarvin Anderson Usain Bolt Nesta Carter Asafa Powell Dwight Thomas * Steve Mullings *  | Reino UnidoChristian Malcolm Craig Pickering Marlon Devonish Mark Lewis-Francis               |
| Berlín 2009     | Jamaica 37.31Steve Mullings Michael Frater Usain Bolt Asafa Powell Dwight Thomas * Lerone Clarke *   | Trinidad y TobagoDarrel Brown Marc Burns Emmanuel Callender Richard Thompson Keston Bledman * | Reino UnidoSimeon Williamson Tyrone Edgar Marlon Devonish Harry Aikines-Aryeetey              |
| Daegu 2011      | Jamaica 37.04 WRNesta Carter Michael Frater Yohan Blake Usain Bolt Dexter Lee *                      | FranciaTeddy Tinmar Christophe Lemaitre Yannick Lesourd Jimmy Vicaut                          | San Cristóbal y NievesJason Rogers Kim Collins Antoine Adams Brijesh Lawrence                 |
| Moscú 2013      | Jamaica 37.36Nesta Carter Kemar Bailey-Cole Nickel Ashmeade Usain Bolt Warren Weir * Oshane Bailey * | Estados UnidosCharles Silmon Mike Rodgers Rakieem Salaam Justin Gatlin                        | CanadáGavin Smellie · Aaron Brown · Dontae Richards-Kwok · Justyn Warner                      |
| Pekín 2015      | Jamaica 37.36Nesta Carter Asafa Powell Nickel Ashmeade Usain Bolt Rasheed Dwyer *                    | ChinaMo Youxue Xie Zhenye Su Bingtian Zhang Peimeng                                           | CanadáAaron Brown · Andre De Grasse · Brendon Rodney · Justyn Warner                          |
| Londres 2017    | Reino Unido 37,47Chijindu Ujah Adam Gemili Daniel Talbot Nethaneel Mitchell-Blake                    | Estados UnidosMike Rodgers Justin Gatlin Jaylen Bacon Christian Coleman Beejay Lee *          | JapónShuhei Tada Shota Iizuka Yoshihide Kiryu Kenji Fujimitsu Asuka Cambridge *               |
| Doha 2019       | Estados Unidos 37,10Christian Coleman Justin Gatlin Michael Rodgers Noah Lyles Cravon Gillespie *    | Reino UnidoAdam Gemili Zharnel Hughes Richard Kilty Nethaneel Mitchell-Blake                  | JapónShuhei Tada Kirara Shiraishi Yoshihide Kiryu Abdul Sani Brown Yuki Koike                 |
| Oregón 2022     | Canadá 37,48Aaron Brown · Jerome Blake · Brendon Rodney · Andre De Grasse                            | Estados UnidosChristian Coleman Noah Lyles Elijah Hall Marvin Bracy                           | Reino UnidoJona Efoloko Zharnel Hughes Nethaneel Mitchell-Blake Reece Prescod Adam Gemili *   |
| Budapest 2023   | Estados UnidosChristian Coleman Fred Kerley Brandon Carnes Noah Lyles                                | ItaliaRoberto Rigali · Marcell Jacobs · Lorenzo Patta · Filippo Tortu                         | JamaicaAckeem Blake Oblique Seville Ryiem Forde Rohan Watson                                  |

* Participaron solo en las eliminatorias, pero de igual manera reciben medallas.
1 En Edmonton 2001, el equipo de  Estados Unidos formado por Mickey Grimes, Bernard Williams, Dennis Mitchell y Tim Montgomery ganó esta prueba con un tiempo de 37.96, pero fueron descalificadas cuando Tim Montgomery admitió tomar drogas en 2005 tras el escándalo BALCO.

### Femenino
| Edición         | Oro | Plata | Bronce                                                                                               |
| --------------- | --- | --- | --- |
| Helsinki 1983   | Alemania Oriental 41.76Silke Möller Marita Koch Ingrid Auerswald Marlies Göhr                                                    | Reino UnidoJoan Baptiste Kathy Smallwood-Cook Beverley Callender Shirley Thomas                                              | JamaicaLeleith Hodges Jacqueline Pusey Juliet Cuthbert Merlene Ottey                                 |
| Roma 1987       | Estados Unidos 41.58Alice Brown Diane Williams Florence Griffith-Joyner Pam Marshall                                             | Alemania OrientalSilke Möller Cornelia Oschkenat Kerstin Behrendt Marlies Göhr                                               | Unión SoviéticaIrina Slyusar Natalya Pomoshchnikova Natalya German Olga Antonova                     |
| Tokio 1991      | Jamaica 41.94Dahlia Duhaney Juliet Cuthbert Beverly McDonald Merlene Ottey                                                       | Unión SoviéticaNatalya Kovtun Galina Malchugina Yelena Vinogradova Irina Privalova                                           | AlemaniaGrit Breuer · Katrin Krabbe · Sabine Richter · Heike Drechsler                               |
| Stuttgart 1993  | Rusia 41.49Olga Bogoslovskaya · Galina Malchugina · Natalya Pomoshchnikova-Voronova · Irina Privalova · Marina Trandenkova *     | Estados UnidosMichelle Finn Gwen Torrence Wendy Vereen Gail Devers Sheila Echols *                                           | JamaicaMichelle Freeman Juliet Campbell Nikole Mitchell Merlene Ottey Dahlia Duhaney *               |
| Gotemburgo 1995 | Estados Unidos 42.12Celena Mondie-Milner Carlette Guidry-White Chryste Gaines Gwen Torrence D'Andre Hill *                       | JamaicaDahlia Duhaney Juliet Cuthbert Beverly McDonald Merlene Ottey Michelle Freeman *                                      | AlemaniaMelanie Paschke · Silke Lichtenhagen · Silke Knoll · Gabriele Becker                         |
| Atenas 1997     | Estados Unidos 41.47Chryste Gaines Marion Jones Inger Miller Gail Devers                                                         | JamaicaBeverly McDonald Merlene Frazer Juliet Cuthbert Beverly Grant                                                         | FranciaPatricia Girard Christine Arron Delphine Combe Sylviane Félix Frédérique Bangué *             |
| Sevilla 1999    | Bahamas 41.92Savatheda Fynes Chandra Sturrup Pauline Davis-Thompson Debbie Ferguson Eldece Clarke-Lewis *                        | FranciaPatricia Girard Muriel Hurtis Katia Benth Christine Arron Fabé Dia *                                                  | JamaicaAleen Bailey Merlene Frazer Beverly McDonald Peta-Gaye Dowdie                                 |
| Edmonton 2001   | Alemania 42.32Melanie Paschke · Gabi Rockmeier · Birgit Rockmeier · Marion Wagner                                                | FranciaSylviane Félix Frédérique Bangué Muriel Hurtis Odiah Sidibé                                                           | JamaicaJuliet Campbell Merlene Frazer Beverly McDonald Astia Walker Elva Goulbourne *                |
| París 2003      | Francia 41.78Patricia Girard Muriel Hurtis Sylviane Félix Christine Arron                                                        | Estados UnidosAngela Williams Chryste Gaines Inger Miller Torri Edwards Lauryn Williams *                                    | RusiaOlga Fyodorova · Yuliya Tabakova · Marina Kislova · Larisa Kruglova                             |
| Helsinki 2005   | Estados Unidos 41.78Angela Daigle Muna Lee Me'Lisa Barber Lauryn Williams                                                        | JamaicaDanielle Browning Sherone Simpson Aleen Bailey Veronica Campbell-Brown Beverly McDonald *                             | BielorrusiaYulia Nestsiarenka · Natalia Solohub · Alena Neumiarzhitskaya · Aksana Drahun             |
| Osaka 2007      | Estados Unidos 41.98Lauryn Williams Allyson Felix Mikele Barber Torri Edwards Carmelita Jeter *                                  | JamaicaSheri-Ann Brooks Kerron Stewart Simone Facey Veronica Campbell-Brown Shelly-Ann Fraser *                              | BélgicaOlivia Borlée · Hanna Mariën · Élodie Ouédraogo · Kim Gevaert                                 |
| Berlín 2009     | Jamaica 42.06Simone Facey Shelly-Ann Fraser Aleen Bailey Kerron Stewart                                                          | BahamasSheniqua Ferguson Chandra Sturrup Christine Amertil Debbie Ferguson-McKenzie                                          | AlemaniaMarion Wagner · Anne Möllinger · Cathleen Tschirch · Verena Sailer                           |
| Daegu 2011      | Estados Unidos 41.56Bianca Knight Allyson Felix Marshevet Myers Carmelita Jeter Shalonda Solomon * Alexandria Anderson *         | JamaicaShelly-Ann Fraser-Pryce Kerron Stewart Sherone Simpson Veronica Campbell-Brown Jura Levy *                            | UcraniaOlesya Povh · Nataliya Pohrebnyak · Mariya Ryemyen · Hrystyna Stuy                            |
| Moscú 2013      | Jamaica 41,29Carrie Russell Kerron Stewart Schillonie Calvert Shelly-Ann Fraser-Pryce Sheri-Ann Brooks *                         | Estados UnidosJeneba Tarmoh Alexandria Anderson English Gardner Octavious Freeman                                            | Reino UnidoDina Asher-Smith Ashleigh Nelson Annabelle Lewis Hayley Jones                             |
| Pekín 2015      | Jamaica 41.07Veronica Campbell-Brown Natasha Morrison Elaine Thompson Shelly-Ann Fraser-Pryce Sherone Simpson * Kerron Stewart * | Estados UnidosEnglish Gardner Allyson Felix Jenna Prandini Jasmine Todd                                                      | Trinidad y TobagoKelly-Ann Baptiste Michelle-Lee Ahye Reyare Thomas Semoy Hackett Khalifa St. Fort * |
| Londres 2017    | Estados Unidos 41,82Aaliyah Brown Allyson Felix Morolake Akinosun Tori Bowie Ariana Washington *                                 | Reino UnidoAsha Philip Desirèe Henry Dina Asher-Smith Daryll Neita                                                           | JamaicaJura Levy Natasha Morrison Simone Facey Sashalee Forbes Christania Williams *                 |
| Doha 2019       | Jamaica 41,44Natalliah Whyte Shelly-Ann Fraser-Pryce Jonielle Smith Shericka Jackson Natasha Morrison *                          | Reino UnidoAsha Philip Dina Asher-Smith Ashleigh Nelson Daryll Neita Imani-Lara Lansiquot *                                  | Estados UnidosDezerea Bryant Teahna Daniels Morolake Akinosun Kiara Parker                           |
| Oregón 2022     | Estados Unidos 41,14Melissa Jefferson Abby Steiner Jenna Prandini Twanisha Terry                                                 | JamaicaKemba Nelson Elaine Thompson-Herah Shelly-Ann Fraser-Pryce Shericka Jackson Briana Williams * Natalliah Whyte *       | AlemaniaTatjana Pinto · Alexandra Burghardt · Gina Lückenkemper · Rebekka Haase                      |
| Budapest 2023   | Estados Unidos 41,03Tamari Davis Twanisha Terry Gabrielle Thomas Sha'Carri Richardson Melissa Jefferson *                        | Jamaica Natasha Morrison Shelly-Ann Fraser-Pryce Shashalee Forbes Shericka Jackson Briana Williams * Elaine Thompson-Herah * | Reino Unido Asha Philip Imani-Lara Lansiquot Bianca Williams Daryll Neita                            |

* Participaron solo en las eliminatorias, pero de igual manera reciben medallas.
1 En Edmonton 2001, El equipo de  Estados Unidos formado por Kelli White, Chryste Gaines, Inger Miller y Marion Jones ganó esta prueba con un tiempo de 41.71, pero fueron descalificadas cuando Kelli White admitió tomar esteroides en 2004.